# Виробництво теплової енергії
Виробництво теплової енергії — господарська діяльність, пов'язана з перетворенням енергетичних ресурсів будь-якого походження, у тому числі альтернативних джерел енергії, на теплову енергію за допомогою технічних засобів з метою її продажу на підставі договору.